# مفتاح المعاملات
مفتاح‌ المعاملات کتاب ریاضی به زبان فارسی از نیمهٔ دوم سده پنجم هجری است.
موضوع مفتاح‌ المعاملات،  حساب و هندسهٔ عملی (نام آن به معنی کلید عمل‌های حساب) است و برای برخورداری عامهٔ مردم نگارش یافته است. نثر مفتاح‌ المعاملات نمونه‌ای است از آثار علمی محض در سده‌های چهارم و پنجم و هم‌شیوه با التفهیم بیرونی و آثار فارسی ابن سینا، و با اینکه در ربع آخر سده پنجم تصنیف گردیده اما از نظر سبک به نخستین آثار منثور فارسی می‌ماند. مفتاح‌المعاملات بر اساس نسخهٔ منحصر به فرد مورخ ۶۳۲ توسط دکتر محمدامین ریاحی تصحیح شده و در سال ۱۳۴۹ در سلسله انتشارات بنیاد فرهنگ ایران در تهران به چاپ رسیده است.